# 赫斯瘤尾虎属
赫斯瘤尾虎属（学名：Hesperoedura）是澳洲蜥虎科的一属。

## 下属物种
本属包括以下物种：
- Hesperoedura reticulata (Bustard, 1969)